# Paul Stastny
Paul Stastny (* 27. Dezember 1985 in Québec City, Québec) ist ein ehemaliger US-amerikanischer Eishockeyspieler slowakischer Abstammung. Zwischen 2006 und 2023 bestritt der Center über 1100 Partien in der National Hockey League (NHL), den Großteil davon für die Colorado Avalanche, die ihn im NHL Entry Draft 2005 an 44. Position ausgewählt hatte. Zudem lief er in der NHL für die St. Louis Blues, zweimal für die Winnipeg Jets, die Vegas Golden Knights und die Carolina Hurricanes auf. Mit der Nationalmannschaft der USA nahm er unter anderem an den Olympischen Winterspielen 2010 und 2014 teil und gewann dabei 2010 die Silbermedaille. Er stammt aus einer sehr erfolgreichen Eishockeyfamilie, so ist sein Vater Peter seit 1998 Mitglied der Hockey Hall of Fame, während seine beiden Onkel Anton und Marián ebenfalls viele Jahre in der NHL aktiv waren.

## Karriere

### Jugend

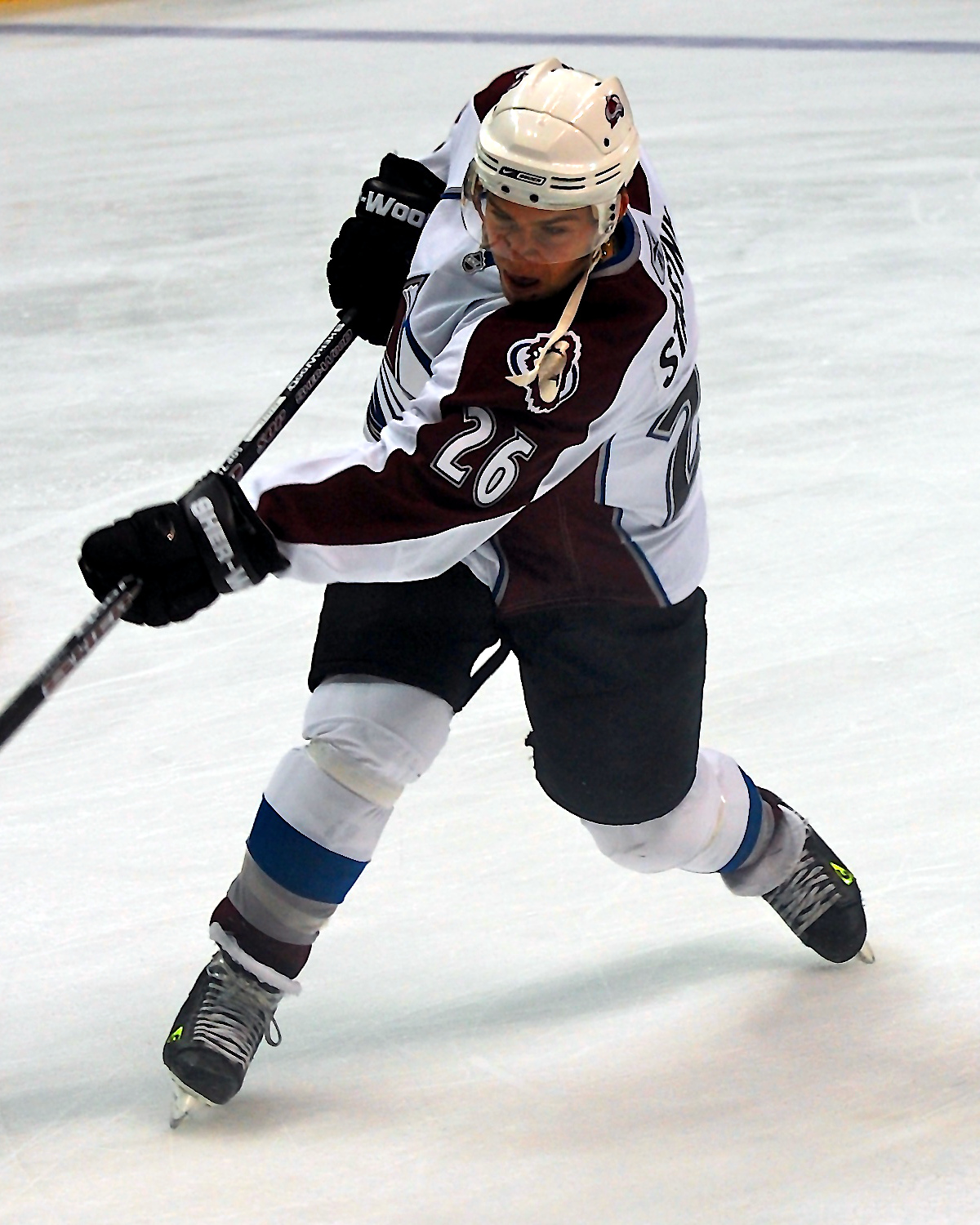
Paul Stastny (2008)

Paul Stastny begann seine Karriere 2002 bei den River City Lancers in der United States Hockey League, der höchsten Juniorenliga im Eishockey in den Vereinigten Staaten. In seinem zweiten und letzten Jahr für das Team erzielte er in 56 Spielen 77 Scorerpunkte. Ab 2004 besuchte er die University of Denver und spielte für deren Eishockeyteam in der National Collegiate Athletic Association. In seinem ersten Jahr gewann er mit Denver die College-Meisterschaft und wurde er als bester Rookie der Western Collegiate Hockey Association ausgezeichnet sowie von der NCAA ins Final Four All-Tournament-Team gewählt.

### Colorado Avalanche
Auf Grund seiner guten Leistungen wurde der Stürmer im NHL Entry Draft 2005 von der Colorado Avalanche in der zweiten Runde an insgesamt 44. Position ausgewählt. Er spielte allerdings noch ein weiteres Jahr an der University of Denver, in dem der Center zusammen mit Matthew Carle die Topscorer-Wertung seines Teams anführte. Vor der NHL-Saison 2006/07 ging niemand davon aus, dass Stastny den direkten Sprung in die NHL-Mannschaft schaffen würde, sondern in einem der Farmteams der Avalanche Erfahrung sammeln würde. Auf Grund der Herzprobleme von Steve Konowalchuk und dem daraus resultierendem Rücktritt vom aktiven Sport wurde jedoch ein Platz im Team der Avalanche frei, den sich Stastny auf Grund starker Leistungen im Training sicherte. So gab er in dieser Saison seinen Einstand im professionellen Eishockey und entwickelte sich schnell zu einer wichtigen Stütze im Team. Sein erstes Tor erzielte der Mittelstürmer am 21. Oktober 2006 bei einem Spiel der Avalanche gegen die Canadiens de Montréal. Mit einer Torvorlage im Spiel gegen die Minnesota Wild am 11. März 2007 brach er den 15 Jahre alten Rekord des Rookies mit der längsten Punkteserie. Dieser Rekord wurde zuvor von Teemu Selänne gehalten. Insgesamt erzielte er vom 3. Februar bis zum 17. März in 20 aufeinander folgenden Spielen mindestens einen Punkt pro Spiel. In diesem Zeitraum erzielte Stastny 29 Punkte; über die gesamte Saison konnte er 28 Tore und 50 Assists erreichen und war mit 78 Punkten zweitbester Rookie-Scorer hinter Jewgeni Malkin von den Pittsburgh Penguins, der sieben Punkte mehr erzielte. Trotzdem verfehlte die Colorado Avalanche die Play-offs. Für seine Leistungen wurde Stastny ins NHL All-Rookie Team gewählt, außerdem wurde er für die Calder Memorial Trophy für den besten Neuprofi nominiert, die Trophäe erhielt allerdings Jewgeni Malkin.

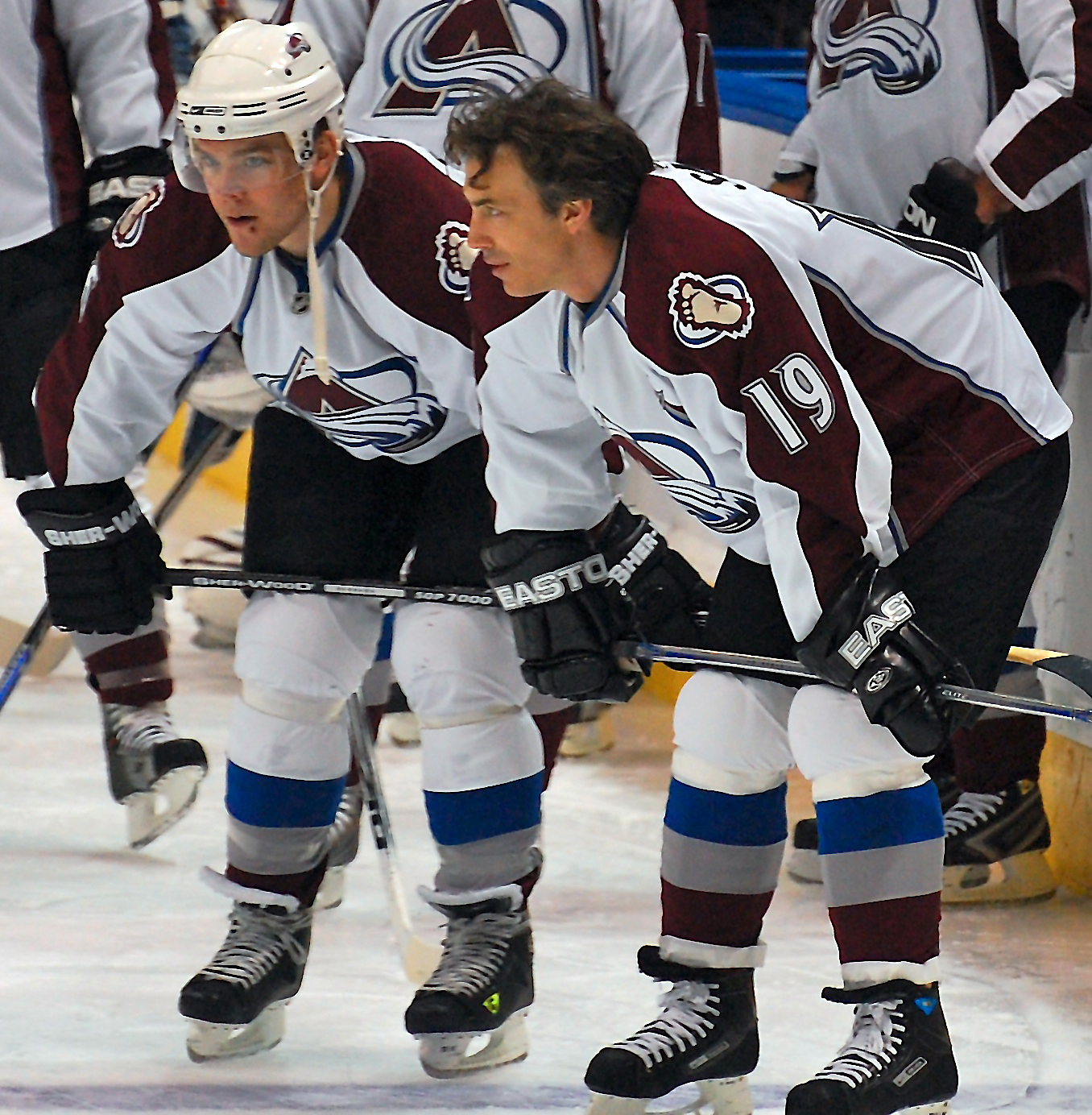
Stastny neben Joe Sakic (2008)

In der darauffolgenden Saison fehlte er auf Grund einer Appendizitis und einer Leistenverletzung für 16 Spiele, wegen der Appendizitis musste er auch seine Teilnahme am All-Star Spiel absagen. Trotzdem beendete er die reguläre Saison als Colorados bester Scorer und erzielte in 66 Spielen 71 Punkte. In dieser Saison nahm er auch erstmals mit Colorado an den NHL Play-offs teil, dort konnte er aber seine Punktequote nicht halten. Der Stürmer traf in neun Spielen zwei Mal und erzielte insgesamt drei Punkte, bevor die Avalanche im Western Conference Halbfinale gegen den späteren Stanley-Cup-Sieger Detroit Red Wings ausschied. Am 17. November 2008 unterzeichnete Paul Stastny einen Fünfjahresvertrag, der mit Beginn der Saison 2009/10 gültig wurde. Kurz nach der Vertragsunterzeichnung brach er sich bei einem Spiel gegen die Phoenix Coyotes den linken Arm, als er einen Schuss von Olli Jokinen blockte und fehlte für 26 Spiele. Nach elf weiteren Spielen brach er sich im Spiel gegen die Minnesota Wild einen Fuß, wieder nachdem er einen Schuss blocken wollte, wodurch er für den Rest der Saison ausfiel. So kam er in der Spielzeit 2008/09 auf lediglich 45 von 82 möglichen Einsätzen, in denen er 36 Punkte erzielte.
Die folgende Saison verlief für Stastny durchaus erfolgreich, so konnte er – mit Ausnahme eines Spiels am Ende der Saison, in welchem er geschont wurde – wieder eine Saison durchspielen, gewann mit der US-amerikanischen Eishockeynationalmannschaft eine Silbermedaille bei den Olympischen Winterspielen 2010 und die Colorado Avalanche erreichte erneut die Play-offs, welche man im Vorjahr verfehlte. Dort schied das Team aber bereits in der ersten Runde gegen die San Jose Sharks aus. Der US-Amerikaner mit 79 Punkten aus 81 Spielen in der regulären Saison erneut bester Scorer der Avalanche. In der NHL-Saison 2010/11 nahm der Angreifer erstmals an einem NHL All-Star Game teil. Er ersetzte gemeinsam mit Carolinas Jeff Skinner die verletzten Pittsburgh Penguins Sidney Crosby und Jewgeni Malkin. In dieser Saison konnte sich Colorado nicht für die Play-offs qualifizieren, Stastny beendete die Spielzeit als zweitbester Scorer des Teams hinter Matt Duchene. Auch in der Folgesaison war Paul Stastny zweitbester Punktesammler der Avalanche, lediglich Center Ryan O’Reilly erzielte mehr Punkte als er. Während des Lockouts vor Beginn der NHL-Saison 2012/13 absolvierte er 13 Partien für den EHC Red Bull München in der Deutschen Eishockey Liga. Nachdem die NHL ihren Spielbetrieb im Januar 2013 wieder aufnahm, kam der Center noch in 40 Partien für Colorado zum Einsatz; seine 24 erzielten Scorerpunkte waren teamintern hinter P. A. Parenteau und Matt Duchene die Drittmeisten.

### St. Louis, Winnipeg, Vegas und Carolina
Als Free Agent schloss sich Stastny im Juli 2014 den St. Louis Blues, für die er in der Folge knapp dreieinhalb Jahre aktiv war. Im Februar 2018 wurde er zur Trade Deadline an die Winnipeg Jets abgegeben, die im Gegenzug Erik Foley, ein Erstrunden-Wahlrecht im NHL Entry Draft 2018 sowie ein konditionales Viertrunden-Wahlrecht im NHL Entry Draft 2020 nach St. Louis schickten. Darüber hinaus übernahmen die Blues weiterhin 50 % seines Gehalts. Mit den Jets erreichte er in den anschließenden Playoffs das Conference-Finale, unterlag dort allerdings den Vegas Golden Knights.
Im Juli 2018 unterzeichnete Stastny als Free Agent einen Dreijahresvertrag bei den Vegas Golden Knights, der ihm ein durchschnittliches Jahresgehalt von 6,5 Millionen US-Dollar einbringen soll. Nach bereits zwei Jahren kehrte er allerdings nach Winnipeg zurück, als er im Oktober 2020 im Tausch für Carl Dahlström sowie ein Viertrunden-Wahlrecht im NHL Entry Draft 2022 zu den Jets transferiert wurde. Im Trikot der Jets bestritt er gegen Ende der Spielzeit 2020/21 sein insgesamt 1000. Spiel der regulären Saison in der NHL. Nach zwei Spielzeiten bei den Jets wurde der Vertrag des Angreifers im Sommer 2022 nicht verlängert, sodass er sich im August desselben Jahres als Free Agent den Carolina Hurricanes anschloss. Dort wurde sein Vertrag im Sommer 2023 nicht verlängert.
Anschließend beendete Stastny im Oktober 2023 seine aktive Karriere. Insgesamt hatte er 1145 NHL-Partien bestritten und dabei 822 Scorerpunkte verzeichnet.

### International
Der Mittelstürmer, der sowohl die US-amerikanische als auch die kanadische Staatsbürgerschaft besitzt und sich dementsprechend aussuchen durfte, für welche der beiden Nationalmannschaften er spielen könnte, entschied sich für das Team der Vereinigten Staaten. Zum einen, um die Chance zu haben, mit seinem Bruder Yan zusammen bei einem internationalen Turnier spielen zu können, da er sich vor Paul bereits für die USA festgelegt hatte und zum anderen, da er in den Vereinigten Staaten aufgewachsen ist und seit seiner Kindheit in der United States Hockey League spielte. Paul Stastny vertrat die US-amerikanischen Eishockeynationalmannschaft erstmals bei der Weltmeisterschaft 2007. Das Team verfehlte jedoch eine Medaille und schied im Viertelfinale gegen die finnische Eishockeynationalmannschaft aus dem Turnier aus. Bei den Olympischen Winterspielen 2010 gewann er zusammen mit seinem Team die Silbermedaille, nachdem sie im Finale den Kanadiern unterlagen. Bei der Weltmeisterschaft 2012 schied Stastny mit der US-amerikanischen Auswahl im Viertelfinale aus.
Bei der Weltmeisterschaft 2013 in Stockholm und Helsinki lief er als Mannschaftskapitän des Team USA auf und gewann mit diesem die Bronzemedaille. Stastny kam in allen zehn Partien zum Einsatz und war mit 15 Scorerpunkten hinter dem Finnen Petri Kontiola zweitbester Scorer des Turniers. Zudem wurde er durch die Medienvertreter in das All-Star-Team des Turniers gewählt.

## Erfolge und Auszeichnungen
| - 2005 NCAA-Division-I-Championship mit der University of Denver - 2005 NCAA Final Four All-Tournament-Team - 2005 WCHA Rookie of the Year - 2006 Topscorer der WCHA | - 2007 NHL-Rookie des Monats Februar - 2007 NHL All-Rookie-Team - 2008 Teilnahme am NHL All-Star-Game (verletzungsbedingte Absage) - 2011 Teilnahme am NHL All-Star-Game |

### International
- 2010 Silbermedaille bei den Olympischen Winterspielen
- 2013 Bronzemedaille bei der Weltmeisterschaft
- 2013 All-Star-Team der Weltmeisterschaft

## Karrierestatistik

### International
Vertrat die USA bei:
| - Weltmeisterschaft 2007 - Olympischen Winterspielen 2010 - Weltmeisterschaft 2012 | - Weltmeisterschaft 2013 - Olympischen Winterspielen 2014 |

(Legende zur Spielerstatistik: Sp oder GP = absolvierte Spiele; T oder G = erzielte Tore; V oder A = erzielte Assists; Pkt oder Pts = erzielte Scorerpunkte; SM oder PIM = erhaltene Strafminuten; +/− = Plus/Minus-Bilanz; PP = erzielte Überzahltore; SH = erzielte Unterzahltore; GW = erzielte Siegtore; 1 Play-downs/Relegation; Kursiv: Statistik nicht vollständig)

## Familie

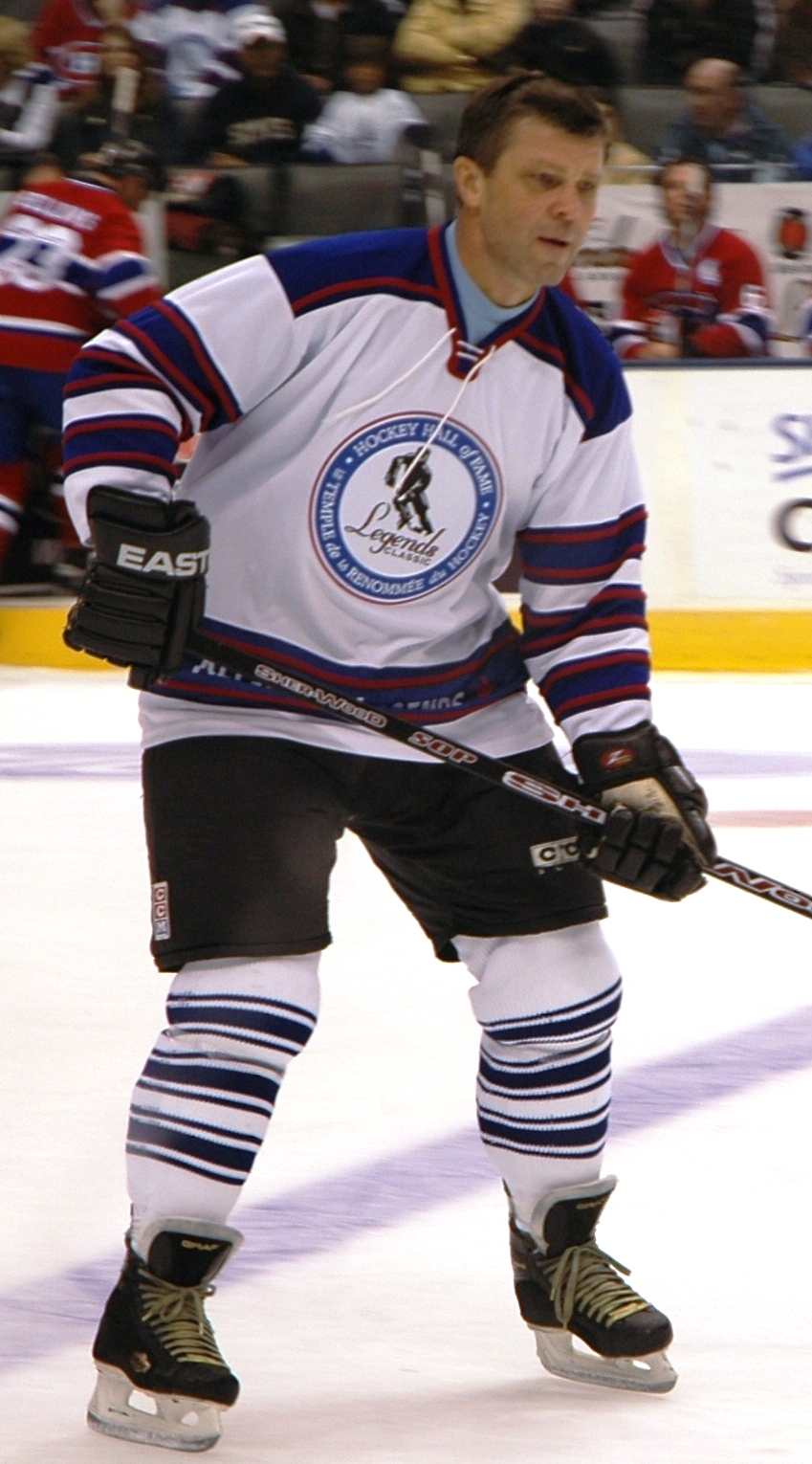
Sein Vater Peter Šťastný wurde 1998 in die Hockey Hall of Fame aufgenommen

Paul Stastny stammt aus einer slowakischen Familie, die große NHL-Erfahrung hat. Sein Vater Peter Šťastný ging 1980 nach Nordamerika und spielte dort für die Nordiques de Québec, New Jersey Devils und St. Louis Blues und besitzt seit 1984 die kanadische Staatsbürgerschaft. In 977 NHL-Spielen erzielte er 1239 Punkte und gehörte zu den besten Stürmern der NHL in den achtziger Jahren. 1998 wurde er in die Hockey Hall of Fame aufgenommen. 2004 wurde er für die Slowakei als Abgeordneter ins Europäische Parlament gewählt.
Paul hat noch zwei Onkel Anton und Marián. Anton spielte 650 Mal in der NHL für Québec und kam auf 636 Punkte, Marián bestritt 322 Spiele für Québec und die Toronto Maple Leafs, dabei erzielte er 294 Scorerpunkte. Sein älterer Bruder Yan ist ebenfalls ein professioneller Eishockeyspieler und wurde bereits 2002 von den Boston Bruins gedraftet.
Nachdem Yan bei der Weltmeisterschaft 2005 für das Team der USA spielte, sind die Šťastnýs die einzige Eishockeyfamilie, die für vier unterschiedliche Länder an internationalen Turnieren teilgenommen hat. Vater Peter spielte zuerst für die Tschechoslowakei, nahm 1984 mit Kanada am Canada Cup teil, nachdem er die kanadische Staatsbürgerschaft erhalten hatte und spielte in den neunziger Jahren für die Slowakei unter anderem bei den Olympischen Winterspielen 1994.

## Trikotnummer
Paul Stastny begann seine Karriere bei der Colorado Avalanche mit der Trikotnummer 62, doch am 20. Oktober wechselte er zur Nummer 26. John-Michael Liles, der die Saison mit der 26 begann, überließ sie Stastny und wählte stattdessen die Nummer 4 seines Idols Rob Blake. Der Grund dafür war, dass Pauls Vater Peter Šťastný in seiner Zeit für das Franchise, das damals noch in Québec beheimatet war und erst 1995 nach Colorado zog, die Nummer 26 getragen hatte und nun Paul sie als Hommage an seinen Vater trägt. Als das Team noch Nordiques de Québec hieß, wurde die Nummer 26 zu Peter Šťastnýs Ehren gesperrt und an keinen Spieler mehr vergeben, doch nach dem Umzug nach Colorado wurde die Nummer wieder freigegeben.

## Spielweise
Stastny ist Linkshänder, spielt auf der Position des Centers und war bis zur NHL-Saison 2010/11 einer der wenigen Spieler, die noch immer einen Schläger aus Holz benutzten, zu Beginn jener Spielzeit wechselte er jedoch zu einem Schläger aus Kunststoff. Er beschreibt sich selbst als Spielmacher, eine Charakteristik, die er laut eigener Aussage von seinem Vater Peter Šťastný geerbt hat. Der langjährige Kapitän der Avalanche, Joe Sakic, spielte bereits mit Hockey-Hall-of-Fame-Mitglied Peter zusammen bei den Nordiques de Québec und sah Gemeinsamkeiten zwischen Vater und Sohn, besonders in ihrer Art, Schlittschuh zu laufen sowie ihrer Fähigkeit, während des Spiels die Übersicht zu behalten. Ähnliche Worte kamen auch von Joel Quenneville, der während seiner aktiven Zeit als Spieler gegen Peter verteidigte. Auch wenn sein Spiel sich nicht durch Tricks oder besondere Bewegungen auszeichnet, gilt es jedoch als smart, intuitiv und effizient.